# 堺瑞崇
堺 瑞崇（さかい みずたか、1974年9月19日-  ）は、日本の警察官僚。徳島県警察本部長。

## 来歴
大阪府出身。東京大学経済学部を卒業後、1999年 (平成11年)、警察庁に入庁。
その後、兵庫県警察本部刑事部捜査第二課長、警察庁長官官房企画官兼人事課理事官、警視庁刑事部捜査第二課長、警察庁長官官房人事課人事総括企画官、警視庁警務部参事官兼人事第一課長事務取扱、警察庁刑事局捜査第二課長などを歴任。
2022年9月28日、内閣官房長官秘書官事務取扱（松野博一官房長官・林芳正官房長官）に就任し、危機管理担当として能登半島地震の対応にあたった。
2024年7月16日、徳島県警察本部長に就任。就任会見で「安心安全を誇れる徳島県の実現に向けて県民の期待と信頼に応える力強い警察の確立に取り組んでいきたい」と抱負を述べた。

## 略歴
- 1999年4月-    警察庁入庁[1][3]
- 2005年8月-    国立台北大学留学[4]
- 2007年8月-    警察庁長官官房国際課課長補佐[4]
- 2009年2月-    兵庫県警察本部刑事部捜査第二課長[6]
- 2010年9月-    警察庁長官官房総務課課長補佐[7]
- 2012年8月-    警察庁警備局外事情報部外事課課長補佐[4]
- 2013年7月-    在中華人民共和国日本国大使館一等書記官[4]
- 2016年10月-  警察庁長官官房企画官兼人事課理事官[4]
- 2017年8月-    警察庁長官官房企画官兼総務課理事官[4]
- 2018年8月-    警視庁刑事部捜査第二課長[8]
- 2020年1月-    警察庁長官官房人事課人事総括企画官[9]
- 2021年1月-    警視庁警務部参事官兼人事第一課長事務取扱[10]
- 2022年
  - 1月-    警察庁刑事局捜査第二課長[11][12]
  - 9月-    内閣官房長官秘書官事務取扱 (松野博一官房長官・林芳正官房長官)[3][5]
- 2024年7月-    徳島県警察本部長[2][3]